# 策略燒除
策略燒除（Prescribed burn），又名控管燒除（Controlled burn）或減危燒除（hazard reduction burning）是一種森林經營學行為，在受控的情況下人為引發小型山火，以減少日後發生大型且不受控之山火的機會。這種預防性的山火亦能促進森林生態循環及平衡。
策略燒除一般於非山火季進行以減少燃料的累積和減低發生嚴重山火的可能。策略燒除能促進某些樹種的发芽並顯露泥土礦物層，以助更新森林。某些松毬與巨杉更是只能在受熱的情況下才能傳播種子。

## 森林管理
19世紀未的數次森林大火引致超過1500人喪生，使當時政府認為山火會引起危害，因而建立必須被撲滅的理論體系。20世紀初，一般皆認為山火在任何情況下皆應盡量撲滅，而1935年美國國家森林局的指引更列明山火需在發現次日早上10時之撲滅。
另一方面，20世紀一些研究人員則指山火有其對生態及環境的功用。例如生態學家奧爾多·利奧波德早於1924年就指出山火對生態系統的益處，並認為山火為植物的自然繁殖的必要過程之一。其後，更多生態學家加入支持這種理論，最終於1964年通過荒野保護法案，並促使森林管理局於1968年修改火災管理政策，確定如山火屬是自然引發，且不會對人命財產造成影響，則可允許其自然燃燒。管理局亦下令可按情況作策略燒除以回復生態系統平衡。
策略燒除通常使用滴火槍以作引燃之用，滴火槍會流出一連串燃料並將其點燃。滴火槍亦能安裝於各種载具，甚至直升機之上。發焰筒和信號槍亦能作遠距離點撚之用。

## 其餘策略燒除
就中文語境中，策略燒除一般單指森林管理相關的人為山火，但英語中的則可以泛指各種人為山火，例如刀耕火種、燒除收割或伐木所產生的廢物也計算在內。亦有一種特殊的策略燒除為撲滅山火之時先行以火焰燒除燃料，以天然的防火道阻止山火前進，英語為，而中文語境中一般亦不當作策略燒除之一。

## 伸延閱讀

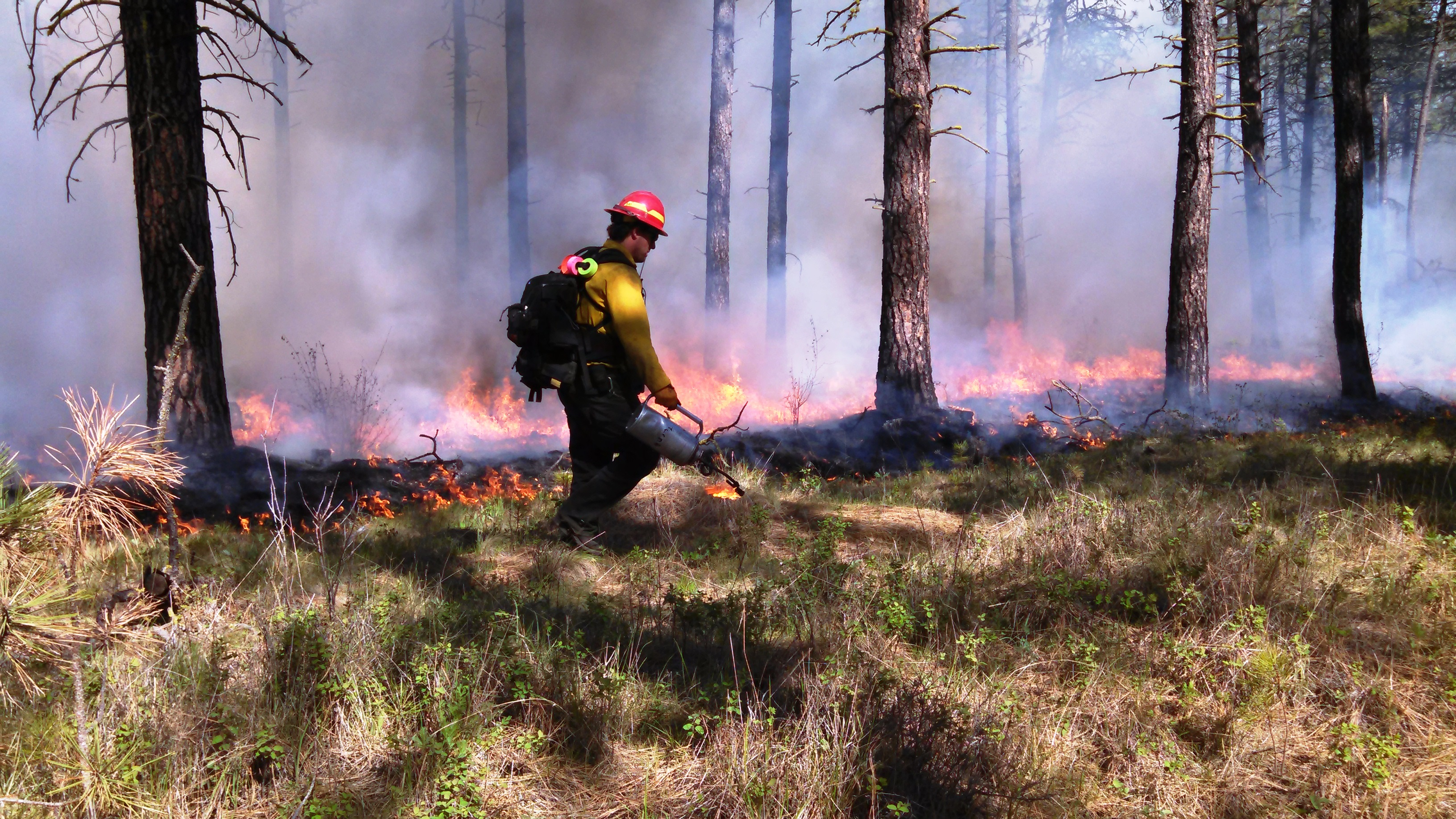
美國華盛頓州東部一片西黃松林的一次策略燒除，用以回復生態平衡

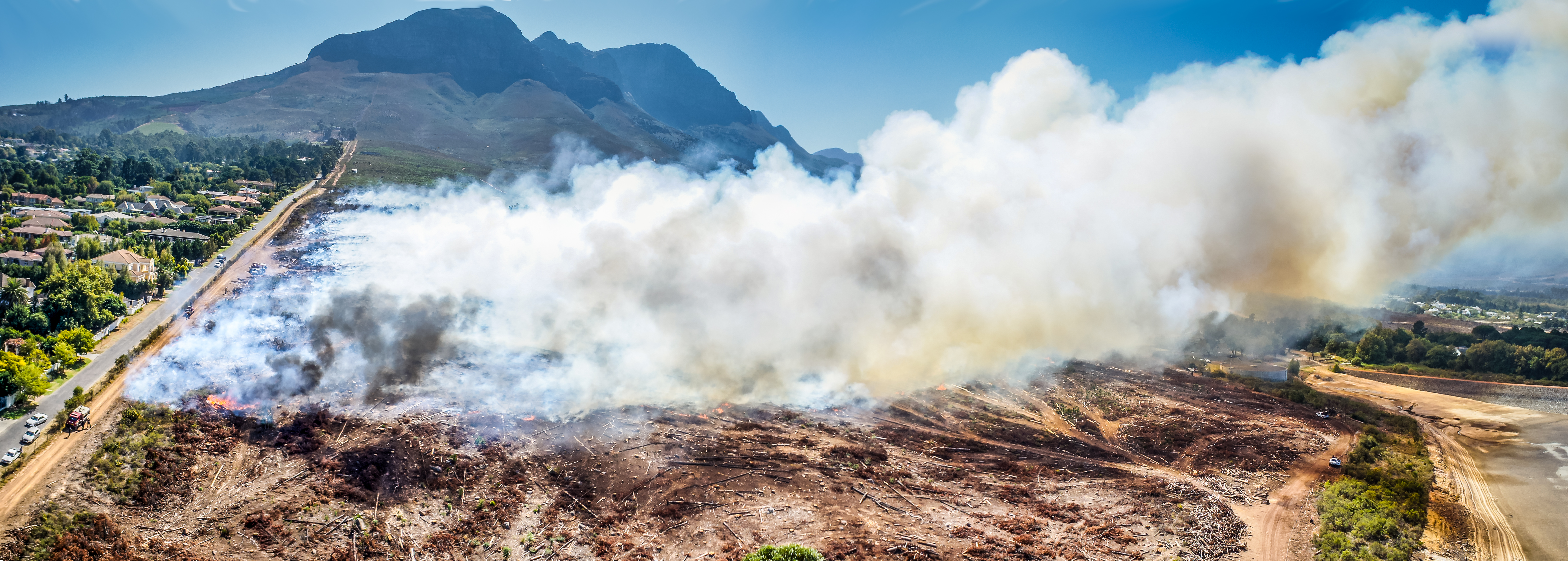
南非海德堡自然保育區策略燒除的俯视图，用以保障當地弗因博斯的生態健康和減少日後自然山火的猛烈程度

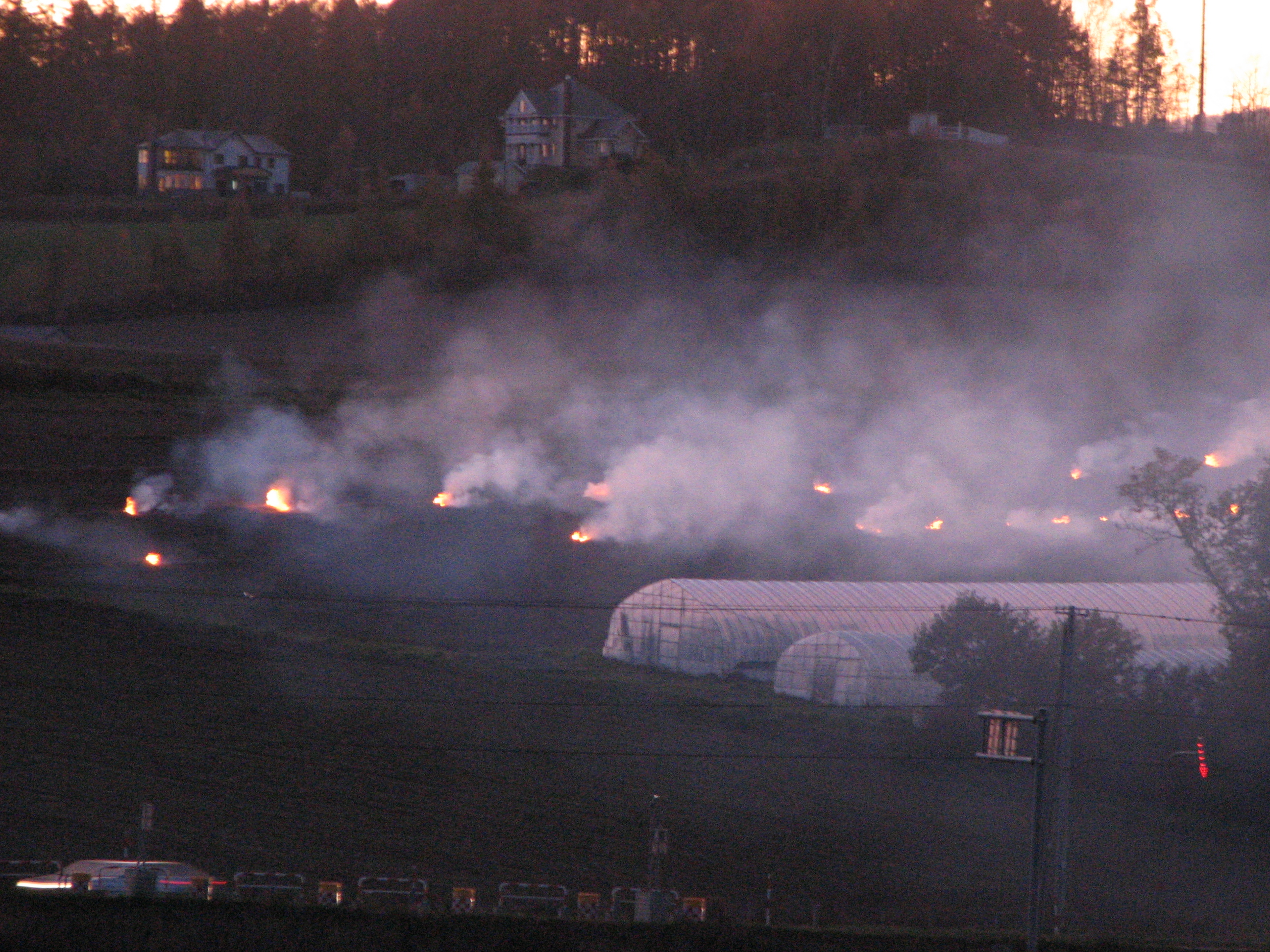
日本北海道的一次策略燒除

- Beese, W.J., Blackwell, B.A., Green, R.N. & Hawkes, B.C. (2006). "Prescribed burning impacts on some coastal British Columbia ecosystems." Information Report BC-X-403. Victoria B.C.: Natural Resources Canada, Canadian Forest Service, Pacific Forestry Centre. Retrieved from: [[hdl:10613/2740|http://hdl.handle.net/10613/2740 （页面存档备份，存于）]]
- Casals P, Valor T, Besalú A, Molina-Terrén D. Understory fuel load and structure eight to nine years after prescribed burning in Mediterranean pine forests （页面存档备份，存于）. DOI: 10.1016/j.foreco.2015.11.050
- Valor T, González-Olabarria JR, Piqué M. Assessing the impact of prescribed burning on the growth of European pines （页面存档备份，存于）. DOI: 10.1016/j.foreco.2015.02.002.

## 外部連結
- U.S. National Park Service Prescribed Fire Policy
- Savanna Oak Foundation article on controlled burns
- http://www.epa.gov/oecaagct/tburn.html （页面存档备份，存于） 美国国家环境保护局 (EPA) article concerning 空氣污染 consequences of controlled burning
- The Nature Conservancy's Global Fire Initiative